# Rhyacia obscurior
Rhyacia obscurior là một loài bướm đêm trong họ Noctuidae.